# Jeronim Praški
Jeronim Praški (Jeroným Pražský na češkom, 1379. – 1416.)
Bio je bliski prijatelj Jana Husa. 1415. došao je na sabor u Konstanzi, jedanaest dana nakon toga zatvoren je, i u zatvoru je proveo 340 dana. U listopadu 1415. odrekao se svoga pristajanja uz nauk Husa i Wycliffa, ali prilikom ponovnog saslušanja, požalio je zbog toga što se odrekao svoga prijatelja. 30. travnja 1416., odveden je u katedralu gdje mu je pročitana osuda i na glavu stavljena pogrdna kapa. Vedra lica krenuo je prema mjestu pogubljenja. Krvnik mu je ponudio da zapali lomaču iza njegovih leđa na što mu je on odgovorio: "Ne, zapali ispred mene! Da sam se bojao, ne bih bio ovdje!". pogubljen je na istom mjestu kao i njegov učitelj Jan Hus.